# 연자로
연자로(Isu-ro)는 전라남도 순천시 장천동 순고오거리에서 조례동 조례삼거리를 연결하는 도로이다.

## 주요 경유지
전라남도
- 순천시 (중앙동)

## 노선
| 이름          | 접속 노선      | 소재지        | 소재지        | 비고          |
| 금곡길와 직결 | 금곡길와 직결  | 금곡길와 직결 | 금곡길와 직결 | 금곡길와 직결 |
| ------------- | -------------- | ------------- | ------------- | ------------- |
| 중앙사거리    | 중앙로         | 순천시        | 중앙동        |               |
| 연자교 교차로 | 시민로         | 순천시        | 중앙동        |               |
| 성동오거리    | 강남로         | 순천시        | 중앙동        |               |
| (이름 없음)   | 환선로 황금2길 | 순천시        | 중앙동        |               |
| 조곡교사거리  | 강남로 강변로  | 순천시        | 중앙동        |               |
| 봉화로와 직결 |                |               |               |               |

## 주요 건물 및 시설
- 봉구스밥버거 (연자로 5/남대동 90-5)
- T world 장천대리점 중앙점 (연자로 6/남내동 49-1)
- 기아자동차 동명대리점 (연자로 30/동외동 120-4)
- 순천시선거관리위원회 (연자로 36/동외동 122)
- 알뜰 우리알뜰주유소 (연자로 50/동외동 52-2)